# La Chair de ma chair
Pour plus de détails, voir Fiche technique et Distribution.
La Chair de ma chair est un film français réalisé par Denis Dercourt et sorti en 2013,.

## Fiche technique
- Titre : La Chair de ma chair
- Réalisation : Denis Dercourt
- Scénario : Denis Dercourt
- Photographie : Denis Dercourt
- Son : Denis Dercourt
- Montage : Denis Dercourt
- Musique : Jérôme Lemonnier
- Production : The French Connection
- Distribution : Zootrope Films
- Pays d'origine :  France
- Durée : 76 minutes
- Date de sortie : France - 24 juillet 2013

## Distribution
- Anna Juliana Jaenner : Anna
- Mathieu Charriére : l'étudiant
- Francois Smesny : Pierre
- Louis Sébastien : le psychiatre
- Grâce : l'enfant
- Violaine Schmitt : Madame
- Alexandre François-Potocki : un jumeau
- Maximilien François-Potocki : un jumeau
- Muriel Motte : la mère
- Richard François : le père
- Julia Franzke : la femme au chien